# Área metropolitana de Sacramento
El área metropolitana de Sacramento o Gran Sacramento o conocida en inglés como Sacramento–Arden-Arcade–Roseville, California Metropolitan Statistical Area, o Sacramento metropolitan area y Greater Sacramento, es una área metropolitana ubicada en el valle Central de California y consiste principalmente en los condados de  Sacramento, Yolo y El Dorado y cuya ciudad más grande es Sacramento, la capital del estado de California, en Estados Unidos. En el Censo de 2020, el área metropolitana tenía una población de 2,680,831.

## Condados
- El Dorado
- Nevada
- Placer
- Sacramento
- Sutter
- Yolo
- Yuba

## Localidades

### Lugares incorporados
- Lugares con más de 400,000 habitantes 
  - Sacramento

- Localidades entre 100,000 a 200,000 habitantes 
  - Elk Grove
  - Roseville

- Localidades entre 50,000 a 100,000 habitantes 
  - Citrus Heights
  - Davis
  - Folsom
  - Rancho Cordova
  - Rocklin
  - Woodland

- Localidades con más de 10,000 to 50,000 habitantes 
  - Auburn
  - Galt
  - Lincoln
  - Placerville
  - South Lake Tahoe
  - West Sacramento

- Localidades con menos de 10,000 habitantes 
  - Colfax
  - Isleton
  - Loomis
  - Winters

### Lugares designados por el censo
| - Arden-Arcade - Cameron Park - Carmichael - Diamond Springs - Dollar Point - El Dorado Hills - Esparto - Fair Oaks - Florin - Foothill Farms - Foresthill - Georgetown - Gold River - Granite Bay - Kings Beach - La Riviera | - Laguna - Meadow Vista - North Auburn - North Highlands - Orangevale - Parkway-South Sacramento - Pollock Pines - Rancho Murieta - Rio Linda - Rosemont - Shingle Springs - Sunnyside-Tahoe City - Tahoe Vista - Vineyard - Walnut Grove - Wilton |

### Áreas no incorporadas
| - Alta - Antelope - Applegate - Baxter - Brooks - Camino - Camp Sacramento - Capay - Carnelian Bay - Clarksburg - Coloma - Conaway - Cool - Dunnigan - Dutch Flat - El Dorado - El Macero - Franklin - Garden Valley - Granite Bay - Grizzly Flats - Guinda - Hagginwood | - Happy Valley - Herald - Homewood - Kingvale - Knights Landing - Locke - Madison - Meyers - Mt. Aukum - Newcastle - Outingdale - Penryn - Plainfield - Rescue - Rumsey - Sheridan - Somerset - Southport - Olympic Valley - Strawberry - Twin Bridges - Weimar - Yolo - Zamora |